# Stadtanzeiger Olten
Der Stadtanzeiger Olten (Eigenschreibweise: StadtAnzeiger Olten) ist das amtliche Publikationsorgan der Stadt Olten.
Er erscheint jeden Donnerstag in einer Auflage von 34'402 Exemplaren. Chefredakteur ist Achim Günter. Der Stadtanzeiger publiziert Neuigkeiten der Stadtverwaltung Olten und beleuchtet mit seinen Artikeln das gesellschaftliche und kulturelle Leben in Olten und der Region.
2009 verkaufte die PubliGroupe den Stadtanzeiger Olten an die AZ Medien AG. Seit dem 1. Oktober 2018 wird er von CH Media, einem Joint Venture der NZZ-Mediengruppe und den AZ Medien, herausgegeben.